# Miguel Navarro (músico)
Miguel Navarro (Pamplona, ca 1563-Pamplona, 12 de enero de 1627), a veces identificado como Michael Navarrus o Miguel de Echarren Navarro, fue un sacerdote español, músico polifonista, compositor de obras religiosas y maestro de capilla de las catedrales de Pamplona y Calahorra.

## Biografía
Miguel Navarro, que así firmaba y fue conocido, aunque sus apellidos eran Echarren y Navarro, nació en Pamplona, capital del reino de Navarra, en torno al año 1563. No se conoce el lugar ni los maestros que tuvo en su formación como músico, aunque se sabe que hacia el año 1585, cuando tendría solo 22 años, desempeñaba el cargo de maestro de capilla de la catedral de Pamplona, y desde aquí, en 1591, pasó a ejercer el mismo puesto en la de Calahorra. 
Al cabo de nueve años, en 1600, renunció al cargo y se retiró como ermitaño a Turruncún, en la Rioja, a la ermita de las santas Nunilo y Alodia, cerca de Calahorra; así permaneció durante ocho años, apartado del mundo, dedicado a la vida de oración. En 1608 regresó a su ciudad natal, donde desempeñó el cargo de segundo maestro de capilla de la catedral hasta que, al cabo de ocho años, en 1616, tras la muerte de su titular Juan de Aldaba, accedió al de primer maestro y en él permaneció hasta su muerte, en 1627, que le sobrevino cuando tenía 64 años.

### Maestro de capilla
Como se ha adelantado, Miguel Navarro fue maestro de capilla en la catedral de Pamplona aproximadamente entre 1585 y 1591, y desde 1608 hasta su muerte en 1627. Entre 1591 y 1600 desempeñó este cargo en la catedral de Calahorra.
Pretendió, aunque sin éxito, acceder al mismo cargo en otras catedrales. Así el 12 de octubre de 1585 concursó al puesto de maestro de capilla de la catedral de Calahorra aunque fue vencido, junto con otros dos candidatos, por Juan Esquivel de Barahona, que venía de la catedral de Oviedo. Seis años más tarde, en 1591, de nuevo concursó, juntamente con Juan García Garay y Marcos Esteban, a la plaza de maestro de capilla de la catedral de León y fue superado por el zamorano Alonso de Tejeda, un músico más veterano y con mejor currículum. En 1593 se presentó para una plaza semejante en la Catedral de Salamanca  pero, al igual que sucedió en León, nuevamente fue superado por Alonso de Tejeda.

## Obra

### Colecciones manuscritas
La Capilla de Música de la Catedral de Pamplona posee el "Libro de Polifonía 1", dedicado exclusivamente a Miguel Navarro que contiene catorce composiciones; mientras que el "Libro de Polifonía 2", reúne obras de diversos autores entre los que figura Miguel Navarro con once. En conjunto los dos códices suman 25 composiciones de Miguel Navarro, que se distribuyen en 17 salmos, siete magníficats y un canto introductorio.
Por su parte la colegiata de Roncesvalles custodia el "Libro de Polifonía 1" que está destinado exclusivamente a composiciones de Miguel Navarro, y el "Libro de Polifonía 2", el cual, entre otros autores, recoge tres composiciones de este músico. Los dos libros de música de Miguel Navarro reúnen siete obras: cuatro salmos, dos magníficats y un canto introductorio.

### Colecciones impresas

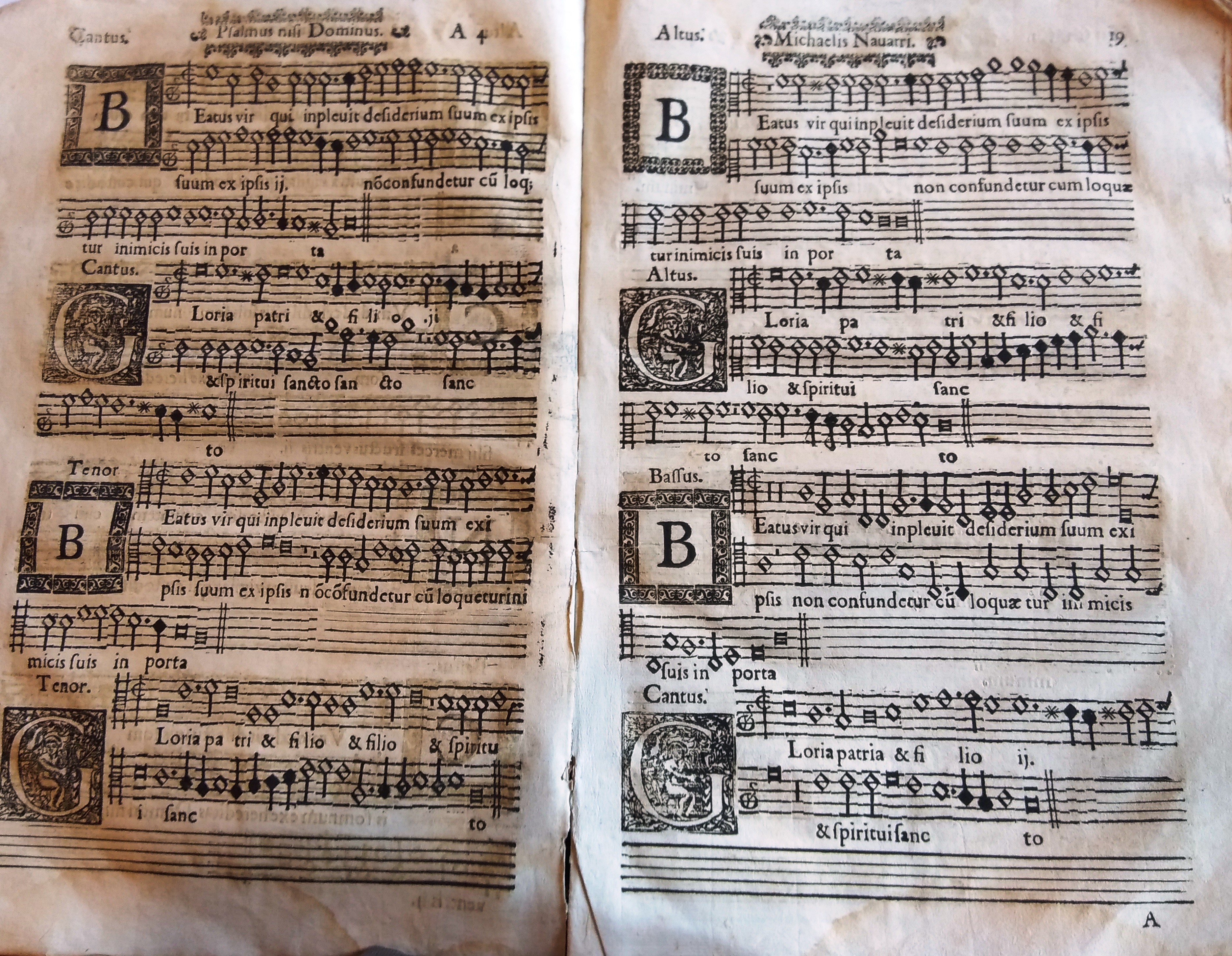
Liber Magnificarum de Miguel Navarro (1614). Motete Nisi Dominus

Miguel Navarro editó el Liber Magnificarum, impreso en Pamplona en la imprenta de Carlos de Labayen en 1614. Solo se conoce un ejemplar de esta obra y se conserva en el Archivo de Música de las Catedrales de Zaragoza. Se trata de un libro para empleo en el coro de la iglesia. Está impreso a una tinta, en formato de folio mayor y cuenta 104 folios, en su práctica totalidad con notación musical. Las iniciales ornamentadas con que se abren los cantos presentan relación con las empleadas en los talleres aragoneses de Juan Pérez Valdivieso (Huesca) y los de Juan Lanaja y Quartanet y Pedro Cabarte (Zaragoza). El volumen contiene 19 composiciones en total: ocho magníficats para versos impares, otros tantos para versos pares, una salve y dos motetes.
Posiblemente, en el mismo año y en la misma imprenta, sacó una edición, con el mismo título, Liber Magnificarum. De esta edición solo se conoce un ejemplar que pertenece al archivo de la catedral de Tarazona. El volumen tiene las mismas características tipográficas que el de Zaragoza, con la única variante de que tiene un folio menos: 103. En lo que concierne a su contenido, ofrece diferencias con el de Zaragoza: reúne 22 composiciones: un canto introductorio, siete salmos, ocho magníficats para versos impares, tres magníficats para versos pares, una Salve y dos motetes.
Llama la atención el reducidísimo número de ejemplares conocidos de ambas ediciones (uno por cada edición), así como que en ellas no figuren las autorizaciones legales obligatorias en aquella época: licencia, privilegio y tasa. De cualquier manera, las tiradas de este tipo de impresos eran muy reducidas a causa del limitado mercado, que se limitaba a templos catedralicios, abadías o colegiatas.
Cabe señalar que las dos ediciones del "Liber Magnificarum" son posteriores a los códices musicales de este mismo autor conservados en la catedral de Pamplona y en la colegiata de Roncesvalles.
En la música polifónica de la época el canto del Magníficat adquiría especial importancia y, de ahí que fueran frecuentes la ediciones con este asunto musical. Como ejemplo, cabe citar el también titulado Liber Magnificarum, editado por Sebastián de  Vivanco, maestro de capilla de la catedral de Salamanca en 1607, siete años antes que la aparición de la edición de Miguel Navarro.

## Relevancia musical
Sobre el protagonismo de Miguel Navarro en la música renacentista española de finales del siglo XVI y comienzos del XVII, Gembero afirma:

La polifonía de Miguel Navarro, de gran calidad y belleza, le sitúa entre los mejores representantes del repertorio polifónico hispano de su época.

Por su parte, Sargent, tras un minucioso estudio de los magníficats de Navarro, que contrapone con los de Sebastián de Vivanco y de Juan Esquivel Barahona, afirma que dedicó a ellos su “esfuerzo compositivo más sostenido”, para concluir:

Entre los compositores españoles del Bajo Renacimiento que cultivaron la composición de magníficats, el aspecto más destacado del trabajo de Navarro estriba en su decido esfuerzo por equilibrar tradición e innovación.

## Discografía
Música en la catedral de Pamplona. 2. Renacimiento. Miguel Navarro. The Scholars y Capilla de Música de la Catedral de Pamplona, director Aurelio Sagaseta. 1966. 1 CD (96 min.), un folleto (16 p.).

## Capilla de Renacentista "Michael Navarrus"
La Coral de Cámara de Navarra alberga la "Capilla Renacentista 'Michael Navarrus", que rinde homenaje a este músico y maestro de capilla de la catedral de Pamplona. Bajo la dirección artística de David Guindano Igarreta, pretende difundir la música del Renacimiento español e iberoamericano.

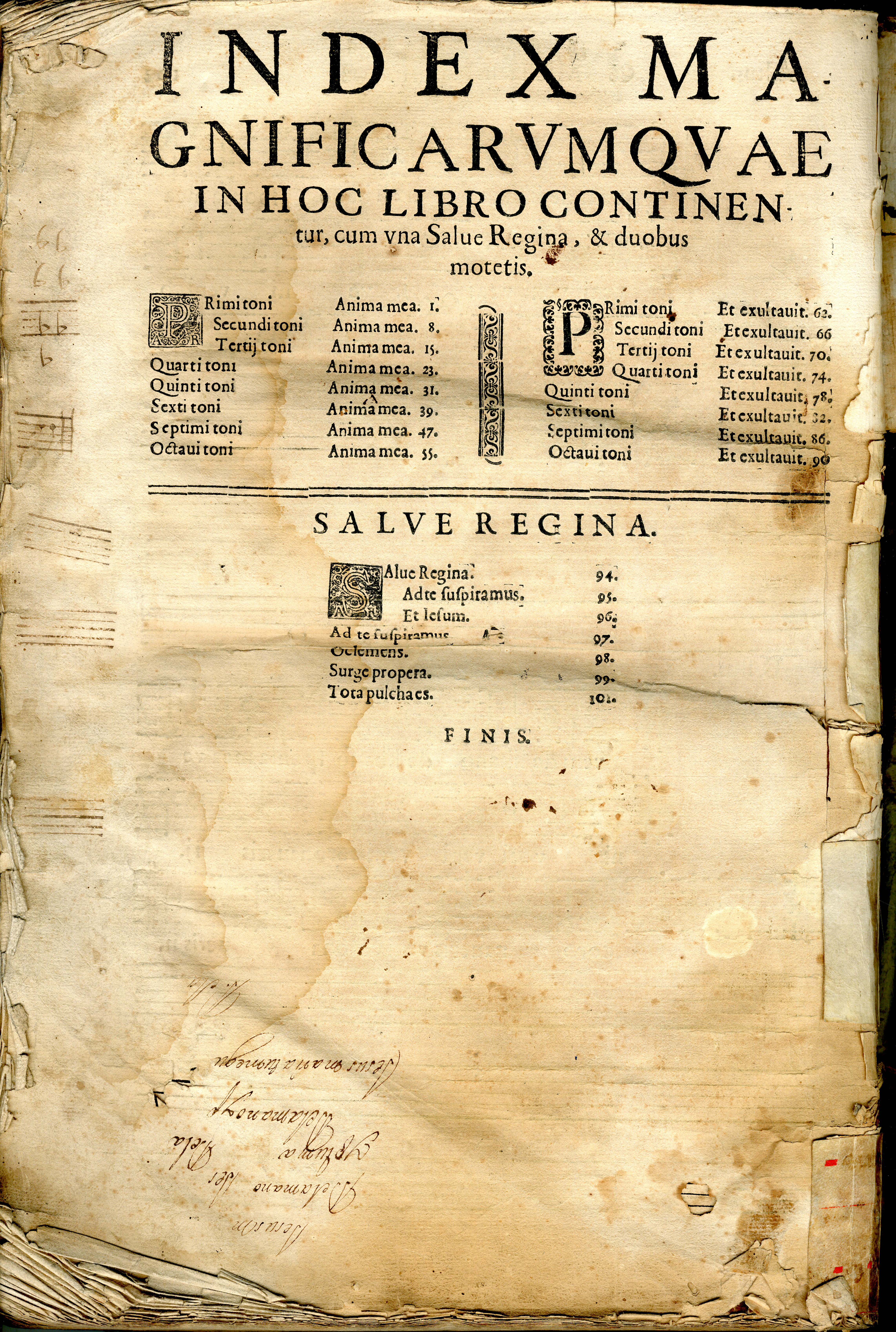
Liber Magnificarum. Índice del ejemplar de Zaragoza
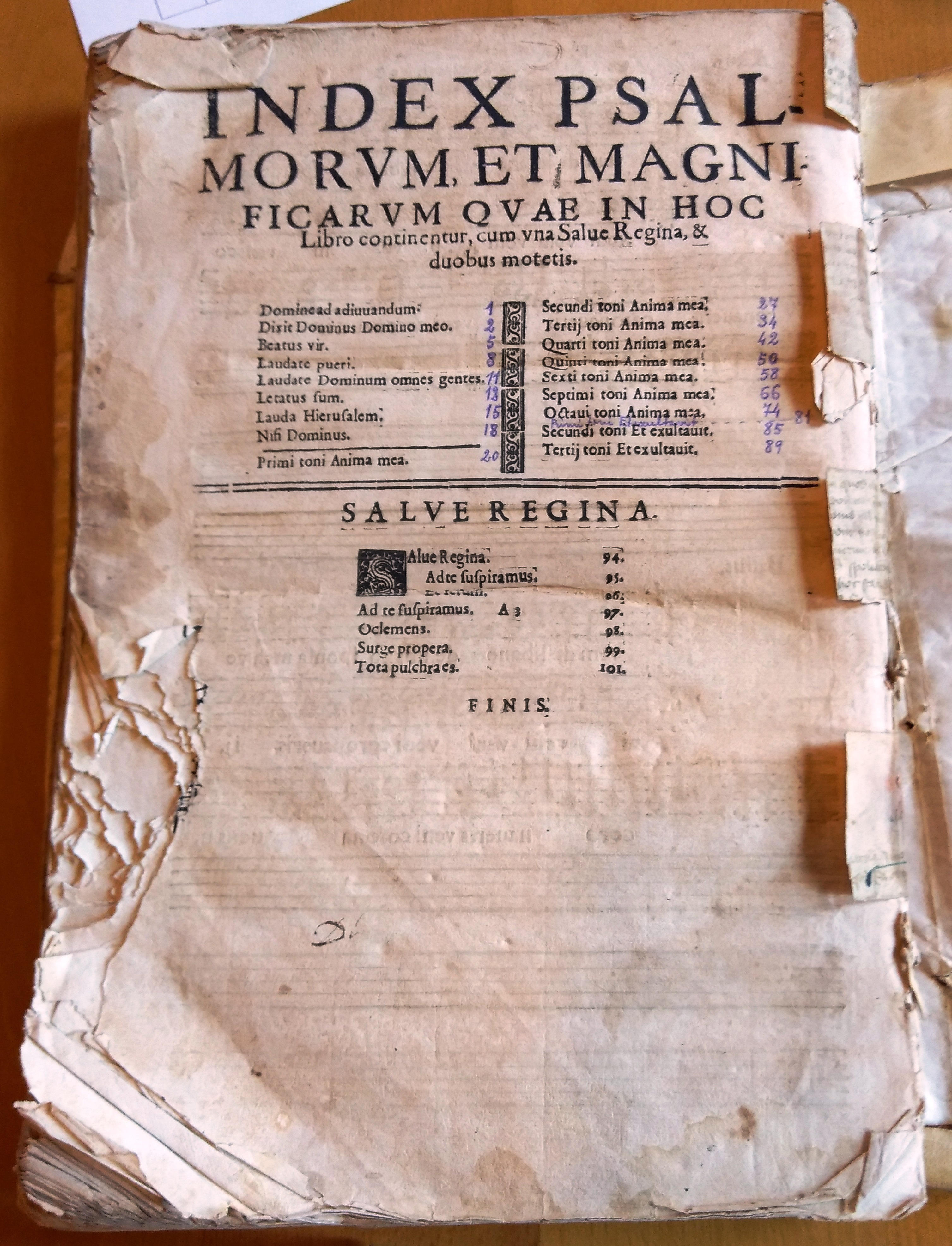
Liber Magnificarum. Índice del ejemplar de Tarazona
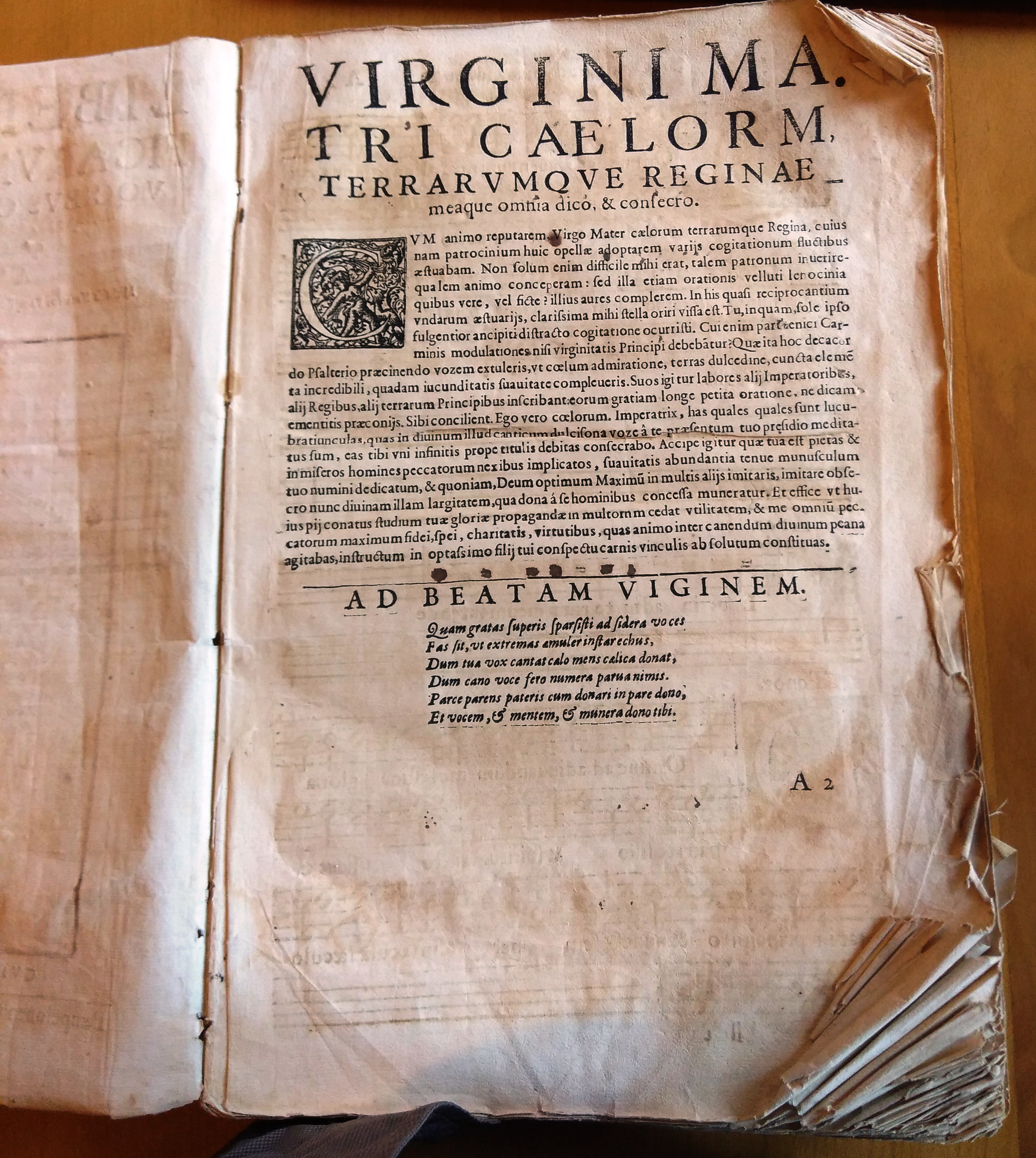
Liber Magnificarum. Dedicatoria
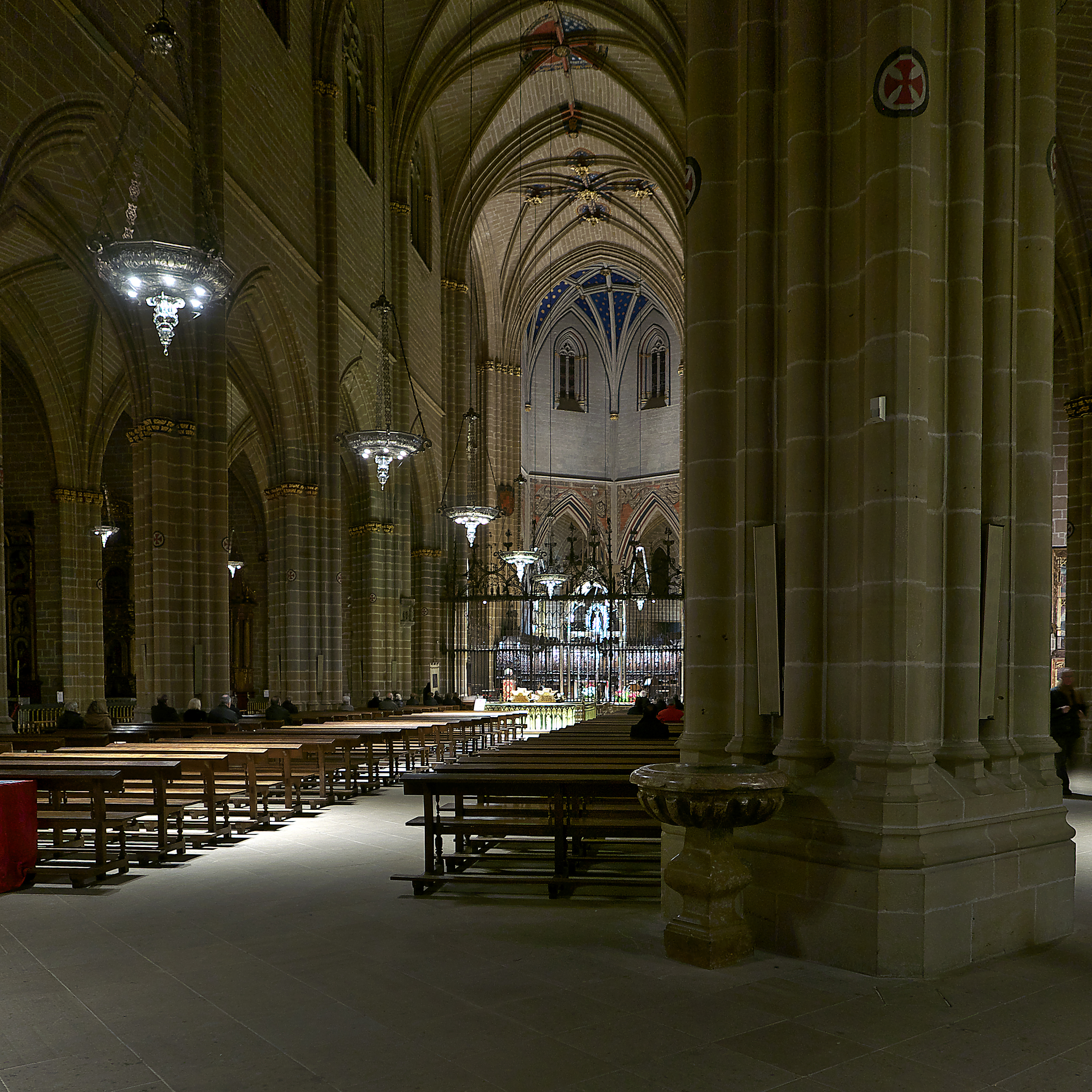
Catedral de Pamplona
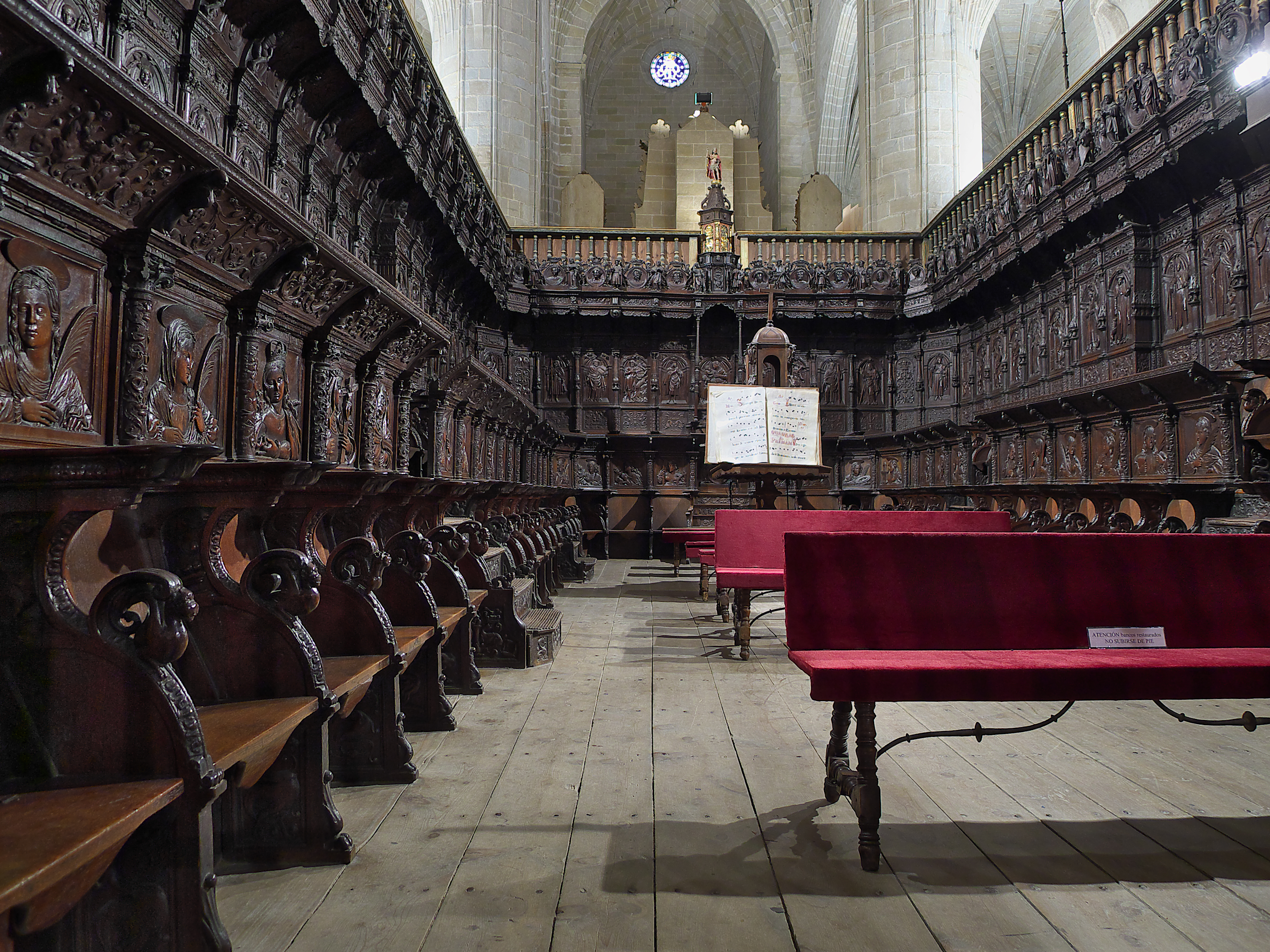
Coro de la catedral de Calahorra